# Telerig, Dobrici
Telerig (în bulgară Телериг, în română Hasi-Kiosler) este un sat în comuna Krușari, regiunea Dobrici, Dobrogea de Sud, Bulgaria. 
Între anii 1913-1940 a făcut parte din plasa Ezibei a județului Caliacra, România.

## Demografie
Componența etnică a satului Telerig
     Turci (61,89%)
     Bulgari (30,64%)
     Nicio identificare (7,45%)
     Altele (0%)
La recensământul din 2011, populația satului Telerig era de 496 locuitori. Din punct de vedere etnic, majoritatea locuitorilor (61,89%) erau turci, cu o minoritate de bulgari (30,64%). Pentru 7,45% din locuitori nu este cunoscută apartenența etnică.